# Mount Vernon (Dakota del Sud)
Mount Vernon è un centro abitato (city) degli Stati Uniti d'America, situato nella Contea di Davison nello Stato del Dakota del Sud. La popolazione era di 462 persone al censimento del 2010. Fa parte dell'area micropolitana di Mitchell.
La città prende il nome da Mount Vernon, la casa di George Washington; un nome variante per la città era Arlandtown.

## Geografia fisica
Mount Vernon è situata a 43°42′44″N 98°15′41″W (43.712155, -98.261264).
Secondo lo United States Census Bureau, ha un'area totale di 0,35 miglia quadrate (0,91 km²).

## Società

### Evoluzione demografica
Secondo il censimento del 2010, c'erano 462 persone.

### Etnie e minoranze straniere
Secondo il censimento del 2010, la composizione etnica della città era formata dal 92,6% di bianchi, il 5,4% di nativi americani, lo 0,4% di oceaniani, e l'1,5% di due o più etnie. Ispanici o latinos di qualunque razza erano il 2,2% della popolazione.